# Ортопедагогіка
Ортопедагогіка (від грец. Ορθος - прямий) – наука про принципи, закономірності, зміст, методи і форми навчання та виховання дітей з порушеннями функцій опорно-рухового апарату;це наукова дисципліна та сфера підготовки фахівців , що стосуються галузі корекційного (спеціального) навчання комплексної психолого-педагогічної, медико-соціальної та професійної реабілітації осіб з порушеннями функцій опорно-рухового апарату .

## Понятійно-термінологічний аспект
Слід зазначити, що як багато інших наукових понять, поняття
«ортопедагогіка» доцільно розглядати як в широкому, так і у вузькому
сенсі. Ортопедагогіка у широкому вжитку може розглядатися як термін,
синонімічний корекційній (спеціальній) педагогіці. Саме з цієї точки зору
цей термін іноді вживався в українській та російській мовах до ствердження
терміну «дефектологія». Зараз ортопедагогіка певними російськими
словниками наукової мови трактує ортопедагогіку як лікувальну педагогіку
та науку, предметом якої є специфічні методи виховання «важких дітей».
Про термін «ортопедагогіка» як синонім термінів «корекційна педагогіка»,
«спеціальна педагогіка», «лікувальна педагогіка» зазначає російський
дослідник І.В.Кичева [3]. А в словнику польської мови на цей час можна
знайти таке тлумачення «ortopedagogika»: «розділ педагогіки, який має за
мету виховання та лікування осіб з порушеннями розвитку та їх
пристосування до життя в суспільстві». На вжиток терміну
«ортопедагогіка» у такому широкому сенсі в європейській педагогічній
практиці, наприклад у німецькій мові, також вказують і інші джерела[6].
Проте на роль «терміна-спадкоємця» терміну «дефектологія» на цей час
переважно претендують поняття «спеціальна педагогіка» та «корекційна
педагогіка». Отже, доречно використати термін «ортопедагогіка» у вузькому
сенсі для позначення іншого поняття, яке фіксує розділ дефектології
(спеціальної, корекційної педагогіки) відповідно до нозологічної
диференціації, як це традиційно в ній прийнято.
В сучасному українському дефектологічному понятійно-
термінологічному полі зафіксовано термін «Ортопедагогіка» та зазначені як
новітні терміни «ортодизонтогенез» та «ортопсихологія». А саме,
«Ортопедагогіка (від грец. Ορθος - прямий) – наука про принципи,
закономірності, зміст, методи і форми навчання та виховання дітей з
порушеннями опорно-рухового апарату…Ортопедагогіка розвивається на
основі загальних принципів педагогіки, дефектології, реабілітології з
урахуванням даних таких споріднених дисциплін, як ортодизонтогенез та
ортопсихологія».
Споріднену з ортопедагогікой науку ортопсихологію ми розглядаємо як
розділ спеціальної психології, який вивчає психічний розвиток осіб з
порушеннями функцій опорно-рухового апарату, шляхи та засоби його
корекції.

## Клінічні засади ортопедагогіки
В Україні за останні роки спостерігається помітний ріст інвалідності
серед дітей, який є результатом хронічної та поєднаної патології. За даними
Центру медичної статистики МОЗ України у 2010 р. серед дитячого
населення було зареєстровано близько 11757,7 тис. випадків хвороб,
виявлених вперше (захворюваність) і 16148,5 тис. звертань на рік з приводу
всіх хвороб (поширеність). За останні п’ять років (з 2006 р.) помітна
тенденція до зростання показника захворюваності та поширеності хвороб
відповідно з 1261,2 до 1454,96 (на 15,36%) і з 1813,7 до 1998,3 (на 10,18%).
Значною є питома вага дітей віком до 16 років, інвалідність яких пов'язана з
порушеннями опорно-рухового апарату.
Переважною більшістю серед дітей з порушеннями функцій опорно-
рухового апарату (ОРА) є діти з наслідками дитячого церебрального
паралічу. Поширеність ДЦП досить висока і становить 2-3 випадки на 1000
живих немовлят. За даними МОЗ в Україні зареєстровано близько 20 тис.
хворих на ДЦП. Порушення у психофізичному розвиткові цієї категорії дітей
характеризуються надскладною клінікою. Тому пошук методів корекційного
навчання та виховання дітей саме з ДЦП відображає першочергове завдання
та найактуальнішій зміст ортопедагогіки та ортопсихології, що
підтверджується аналізом наявної дефектологічної літератури.
Проте, це не скасовує актуальності завдань розробки корекційно-
реабілітаційних технологій для інших категорій популяції дітей з
порушеннями функцій ОРА. Для диференціальної побудови програм
корекційно-педагогічної допомоги в залежності від природи порушень
функцій опорно-рухового апарату, таких дітей умовно можна поділити на
відповідні групи:
- діти з порушеннями моторної сфери внаслідок захворювань нервової

системи (зокрема, хворі на дитячий церебральний параліч, поліомієліт);
- діти з вродженою патологією опорно-рухового апарату (зокрема, з

вродженими вивихами стегна, кривошиєю, клишоногістю та іншими
деформаціями стоп, аномаліями розвитку хребта (сколіоз), недорозвитком і
дефектом кінцівок, аномаліями розвитку пальців кисті, артрогрипозом тощо);
- діти з набутими захворюваннями й травмами опорно-рухового апарату

(зокрема, з травматичними пошкодженнями спинного мозку, головного
мозку і кінцівок, поліартритом, захворюваннями скелету (туберкульоз,
пухлини кісток, остеомієліт), системними захворюваннями скелету
(хондродистрофія, рахіт);
- діти, що мають порушення опорно-рухового апарату спадкової етіології з прогресуючими м'язовими атрофіями (міопатія Дюшенна, невральна аміотрофія Шарко-Марі, аміотрофія Вердинга-Гоффмана тощо).

Отже, ортопедагогічний підхід до науково-практичного обґрунтування
корекційно-реабілітаційної роботи з дітьми з порушеннями функцій ОРА
означає впровадження таких принципів:
1. врахування поліморфності клінічних проявів та складності патогенезу порушеннями функцій ОРА у площині етіопатогенетичного принципу навчання та комплексного соціального реабілітування дітей з порушеннями розвитку;
2. мультіфакторність та особистісно орієнтована спрямованість комплексного корекційно-реабілітаційного впливу на фізичне, психічне та соціальне здоров’я й розвиток дитини;
3. застосування відкритої діяльнісної моделі системного корекційної- реабілітаційного процесу, що складається з медичного, соціального, психологічного, педагогічного та техніко-середовищного чинників;
4. використання інтегральних міждисциплінарних корекційно- реабілітаційних технологій (методика Марії Монтессорі, кондуктивна педагогіка Петьо, зоотерапія, ігротерапія, підходи соціальної педіатрії, методи лікувальної педагогіки; ерготерапія тощо);
5. застосування в методиках роботи інтеграції усіх способів освоєння дитиною світу;
6. діалектичність єдності та специфічності корекційно-реабілітаційних модальностей фахового впливу на розвиток дитини та мультидисциплінарність командної роботи педагогів, психологів, лікарів, реабілітологів тощо.

## Історико-методологічні передумови ортопедагогіки
В епоху Просвітництва успіхи медицини сприяли позитивним змінам
відношення соціуму до осіб з порушеннями опорно-рухового апарату.
Н.М.Назарова та Г.Н.Пенін наводять дані з історії, що свідчать про появу в
цей період спеціалізованих лікарень для зазначеної категорії пацієнтів [4].
Таку лікарню, наприклад, відкрив швейцарський педіатр Ж.А.Венель у 1779
році. Примітно, що є свідоцтва про організацію педагогічної допомоги дітям
у цій установі. Важливим поштовхом до розвитку як добродійних, так і
лікувально-освітніх закладів для дітей з порушеннями ОРА у XIX столітті
була індустріальна революція. У 1832 році в Мюнхені І.Н.Курц відкрив
технічну школу для бідних дітей з кульгавістю. Там же, у Німеччині,
посилюються спроби надавати ортопедичну допомогу дітям з ПФОРА.
У другій половині XIX ст. і особливо з початку XX ст. спостерігається
розвиток педагогічних підходів до надання комплексної медико-соціальної
допомоги дітям з порушеннями ОРА. Спочатку це відобразилося в появі
елементів педагогічної підтримки пацієнтів ортопедичних медичних
закладів, які діяли в окремих містах Німеччини, Вюрцбурге, Штутгарті,
Лейпцизі та Берліні. Медико-педагогічну роботу в них здійснювали відомі
лікарі свого часу Я.Гейне, Є.Краус, Й.Блемер. Німеччина стала першою
країною, що впровадила державний нормативний акт про профілактичні
заходи і медико-педагогічну допомогу, а також професійну реабілітацію
людей з порушеннями ОРА, – закон «Про допомогу кульгавим». А у 1913 р.
чеський професор Р. Йєдличка створив першу в Європі школу-майстерню
для дітей-інвалідів. У 1921 р. в Бельгії відкрився притулок для паралізованих
дітей – «Притулок для дівчаток-інвалідів в Кватрехте», вихованки якого
здобували початкову освіту. У 1913 р. в Нью-Йорку відкривається державна
школа надомного навчання дітей та підлітків з ДЦП. Як результат прагнення
протистояти наслідкам пандемії поліомієліту в середині XX ст. при чотирьох
лікарнях в провінції Альберта були відкриті навчальні класи для дітей з
порушеннями ОРА [5].
Перші десятиліття XX ст. у Росії, як і в Європі, пов'язані із становленням
зародків педагогіки для дітей з порушеннями функцій ОРА. Ще в 1888 р. у
Петербурзі було організовано Благодійне товариство, що надавало допомогу
калікам і всім, хто зазнавав труднощі в пересуванні. З 1890 р. на базі цього
товариства діє притулок «Синій хрест» для паралізованих і калік. З 1904 р.
консультантом, а потім і керівником лікувального процесу в притулку став
засновник вітчизняної ортопедії професор Військово-медичної академії
Г.І.Турнер. На початку 1920-х рр. у Петрограді при лікувально-виховному
будинку для дітей з порушеннями функцій ОРА (пізніше – Ленінградський
науково-дослідний дитячий ортопедичний інститут ім. Г.І.Турнера) існували
добре оснащені трудові майстерні (швацька, шевська, столярна тощо), а
також класи для ліквідації неписьменності і малограмотності у дітей і
підлітків. Одним з перших розробників науково обґрунтованих принципів,
змісту та форм організації навчально-виховної роботи в лікувальній установі
для дітей з порушеннями функцій ОРА була Е.Пайова.
У 1950-і рр. в СРСР було відкрито багато шкіл для дітей з наслідками
поліомієліту. Оскільки поліомієліт – захворювання нервової системи, в
результаті якого відбувається вибіркове ураження м'язових груп без
супутнього пошкодження мовлення, психічних та інтелектуальних функцій,
то спеціальні школи нового типа, що відкрилися, були орієнтовані на
програму масового навчання. Вони призначалися також і для дітей з ДЦП. У
даний період у фахівців ще не склалося чітке уявлення про те, що на відміну
від тих, хто переніс поліомієліт, діти з ДЦП, в яких порушується також
інтелектуальний та психічний розвиток, потребують спеціальної
дефектологічної допомоги. Саме тому всі діти з різними порушеннями
функцій ОРА одночасно з комплексом лікувальних заходів проходили
навчання за програмою звичайної масової школи.
Таким чином, на відміну від ситуації щодо оригінальних педагогічних
розробок спеціальних методик виховання дітей з сенсорними порушеннями
або розумовою відсталістю, історичні джерела містять украй мало даних про
розвиток наукових досліджень в області спеціального навчання дітей з
порушеннями функцій ОРА. Очевидно, це було пов'язано перш за все з тим,
що психічна сфера останніх не представлялася об'єктом, відмінним від
норми, і таким, що вимагає особливого підходу в навчально-виховному
процесі.
Подібний стан речей існував фактично до середини ХХ століття. Проте,
поступово до кінця минулого століття ситуація у сфері навчання та
виховання дітей з порушеннями функцій ОРА змінилася завдяки таким
чинникам.
Перший чинник пов'язаний з багатократним ускладненням структури,
об'єму і змісту сучасної освіти, яка мусила відповідати епосі
постіндустріального інформаційного суспільства. При цьому вимоги до
освітніх стандартів значно посилилися. Це привело до необхідності
поглибити наше розуміння складного зв'язку «тонкої структури» неявно
виражених психічних особливостей розвитку описуваних нами дітей (і
дорослих) із надзвичайно складною та інформаційно насиченою сучасною
освітою.
Ті феномени психіки дітей з порушеннями функцій ОРА, які
розглядалися як неістотні для освіти, в умовах інтенсивного навчального
процесу інформаційного суспільства виявилися критичними в досягненні
ефективності навчання та виховання. А весь педагогічний процес став вельми
чутливим до особливостей пізнавальної та емоційно-вольової сфер осіб з
порушеннями функцій ОРА. Раніше такі зв'язки не були очевидними і не
враховувалися, тож і зусилля педагогів-дефектологів були направлені на
«злободенніші» та «очевидніші не озброєному оку» педагогічні та
психологічні проблеми: пошук спеціальних методів навчання й виховання
розумово відсталих дітей, дітей з порушеннями зору та слуху.
Другий чинник пов'язаний з розвитком медицини, в першу чергу
неврології, а також активізації відповідних досліджень у спеціальній
психології. Масова практика комплексної реабілітації та навчання дітей з
церебральним паралічем значно змінила уявлення і про природу, і про міру
складності порушень у дітей цієї категорії вже до кінця 1970-х рр.
Унаслідок множинних порушень у розвитку дітей з ДЦП освоєння
програми масової загальноосвітньої школи у багатьох випадках виявлялося
скрутним, тому виникла необхідність не лише у виявленні специфічних
проблем їх навчання, але і в надійній діагностиці таких порушень і розробці
методики комплексної реабілітації дітей цієї категорії.

## Список використаних джерел
1. Бадалян Л. О., Журба Л. Т., Тимонина О. В. Детские церебральные параличи. – К.: Здоровья, 1988. - 328 с.
2. Выготский Л.С. Основные проблемы дефектологи / Выготский Л.С. Основы дефектологии. – СПб. : Издательство „Лань”, 2003. – С. 22–59.
3. Кичева І.В.. Развитие терминологии теории воспитания во взаимодействии с лексикой других наук.
4. Синьов В.М. Навчальна програма дисципліни «Основи корекційної педагогіки» для педагогічних спеціальностей вищих закладів освіти за напрямом підготовки 0101–педагогічна освіта. Київ, 2006. – 16 с.
5. Степин В.С. Научная картина мира в культуре техногенной цивилизации / В.С. Степин, Л.Ф. Кузнецова. – М., 1994. – 274 с.
6. Шевцов А. Г. Освітні основи реабілітології : [монографія] / Андрій Гаррійович Шевцов. – К. : МП Леся, 2009. – 484 с.
7. Шевцов А.Г. Ортопедагогіка. Словникова стаття. / Дефектологічний словник. За ред. В.І.Бондаря, В.М.Синьова. – К.: «МП Леся», 2011. – 528 с.